# Evenus temathea
Evenus temathea is een vlinder uit de familie van de Lycaenidae. De wetenschappelijke naam van de soort werd als Thecla temathea in 1865 gepubliceerd door William Chapman Hewitson.